# George Buckley
George John Buckley (Clapton, Londres, 20 de maig de 1875 – Shanklin, illa de Wight, 14 de febrer de 1955) va ser un jugador de criquet anglès, que va competir a cavall del segle xix i el segle xx. El 1900 va prendre part en els Jocs Olímpics de París, on guanyà la medalla d'or en la competició de criquet a XII, com a integrant de l'equip britànic.